# Rapetosaurus
Rapetosaurus war ein sauropoder Dinosaurier aus der Gruppe der Titanosauria, der am Ende der Oberkreide (Maastrichtium) im Gebiet des heutigen Madagaskars lebte.
Es handelt sich um den einzigen Titanosaurier, dessen Skelett inklusive Schädel fast vollständig bekannt ist – daher hat Rapetosaurus eine herausragende Bedeutung für das Verständnis dieser meist nur sehr lückenhaft überlieferten Dinosaurier. Wie alle Sauropoden war auch Rapetosaurus ein vierbeiniger Pflanzenfresser.
Rapetosaurus wurde im Jahr 2004 von Curry Rogers und Forster wissenschaftlich beschrieben. Die einzige bekannte Art dieser Gattung ist Rapetosaurus krausei. Der Gattungsname Rapetosaurus („Rapeto-Echse“) ist nach Rapeto, einem Riesen der madagassischen Volksmythen, benannt, während das Artepitheth krausei David Krause ehrt, den Leiter der Expedition, welche die Knochen gefunden hat.

## Fund
Insgesamt wurde Schädelmaterial eines ausgewachsenen Tieres und eines Jungtieres gefunden, darüber hinaus fand sich das zu 75 % erhaltene Skelett eines Jungtieres inklusive Schädel. Die Fossilien stammen aus der Maevarano-Formation unweit der Hafenstadt Mahajanga im nordwestlichen Madagaskar. Die Gesteinsschichten gehören zum Anembalemba-Schichtglied der Maevarano-Formation; weitere Funde dieses Schichtglieds schließen die Überreste theropoder Dinosaurier (z. B. Majungasaurus), Krokodile, Schildkröten, Schlangen, Säugetiere, Frösche und Fische mit ein.
Funde von Sauropoden wurden aus der Maevarano-Formation schon vor über einem Jahrhundert gefunden – so beschrieb schon der französische Paläontologe Charles Depéret (1896) die Art "Titanosaurus" madagascariensis anhand von spärlichen Überresten. Obwohl Titanosaurus madagascariensis heute als Nomen dubium gilt, weisen die Knochen Unterschiede zu den Rapetosaurus-Knochen auf, was zeigt, dass mindestens zwei verschiedene Sauropoden in der späten Oberkreide Madagaskars präsent waren.

## Merkmale
Die Länge eines ausgewachsenen Rapetosaurus wird auf 15 Meter geschätzt, das gefundene Skelett des Jungtiers ist lediglich 8 Meter lang. Der Schädel von Rapetosaurus war flach und langgezogen und mit stiftartigen Zähnen bestückt. Dadurch unterschied sich Rapetosaurus von anderen Macronaria, die meistens einen kurzschnäuzigen Schädel mit spatelförmigen Zähnen hatten, ähnelte aber Diplodocoideen wie z. B. Diplodocus. Wahrscheinlich haben sich diese Merkmale in Diplodocoideen sowie in einigen Titanosauriern wie Rapetosaurus konvergent entwickelt. Eine wichtige Autapomorphie – ein Merkmal, mit dem sich Rapetosaurus von anderen Gattungen abgrenzen lässt – ist das deutlich verlängerte antorbitale Fenster (ein weiteres Schädelfenster der Dinosaurier vor der Augenöffnung), das nach vorne bis über die Zahnreihen verläuft.

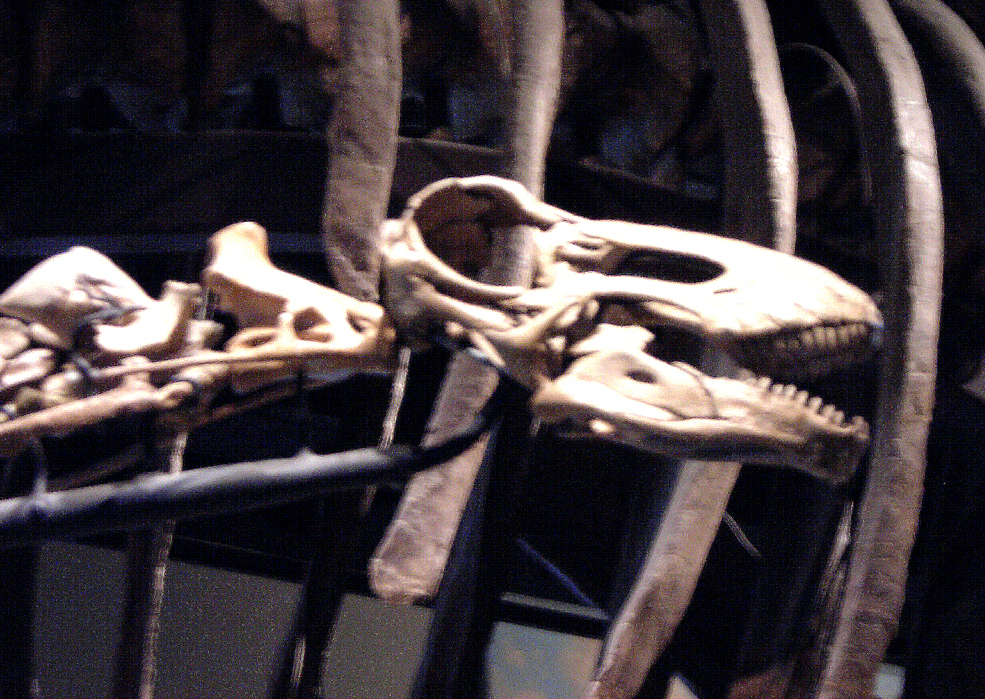
Schädel von Rapetosaurus

Die Wirbel von Sauropoden gehören zu den für die Diagnose wichtigsten Skelettteilen, da sie mit mannigfaltigen, von Art zu Art verschiedenen Aushöhlungen versehen sind, die vielleicht einst mit Luftsäcken ausgefüllt waren. Rapetosaurus hatte mindestens 15 Halswirbel, wobei die Vorderen verlängert waren – zum Rücken hin wurden die Halswirbel kurz und breit. Die 10 Rückenwirbel waren stark opisthocoel (auf der Hinterseite ausgehöhlt) und hatten auch an den Seiten tiefe Mulden. Die 6 Beckenwirbel waren ebenfalls opisthocoel und beim gefundenen Skelett nicht miteinander verschmolzen. Zwar sind 18 mittlere und hintere Schwanzwirbel gefunden worden, viele Wirbel sind jedoch nicht überliefert, weswegen ihre Gesamtzahl unbekannt ist. Die gefundenen Schwanzwirbel sind stark procoel (auf der Vorderseite ausgehöhlt) und weisen recht hohe nach oben gerichtete Wirbelfortsätze auf.
Das Becken zeichnet sich durch ein kurzes Sitzbein (Ischium) aus, das nur 54 % der Länge des Schambeins (Pubis) besitzt. Die Hüftgelenkpfanne (Acetabulum) wird vor allem durch das Darmbein (Ilium) und das Schambein gebildet, wobei das Sitzbein nur einen kleinen Anteil hat. Die Fußknochen fanden sich im anatomischen Verbund – von den fünf Zehen ist die Dritte die Längste, während die Fünfte sehr klein und dreieckig ist.

## Systematik
Häufig wird Rapetosaurus innerhalb der Familie der Nemegtosauridae eingeordnet, die aus den Gattungen Nemegtosaurus und Quaesitosaurus besteht. Beide Gattungen sind durch isoliert gefundene Schädel bekannt, die – ähnlich wie Rapetosaurus – deutliche Analogien zu Diplodocoideen aufweisen. Traditionell wird die Familie daher innerhalb der Diplodocoidea eingeordnet. Mit der Entdeckung von Rapetosaurus konnte man erstmals einen Nemegtosauriden-Schädel in Verbindung mit dem Restskelett untersuchen – dies bestätigte die heute von vielen Forschern anerkannte Theorie, dass es sich bei Nemegtosauriden um Titanosaurier handelt.